# Kuta Lingga
Kuta Lingga is een bestuurslaag in het regentschap Aceh Tenggara van de provincie Atjeh, Indonesië. Kuta Lingga telt 324 inwoners (volkstelling 2010).